# Јовица Спајић
Јовица Спајић (околина Прибоја, 15. јануар 1987) српски је ултрамаратонац.

## Биографија
Рођен је 15. јануара 1987. код Прибоја, у Полимљу. Носилац је црног појаса у јапанској џијуџици и џудоу, Гинисов рекордер (2014. урадио је 30.000 трбушњака за 24 сата без предаха) и припадник је Специјалне антитерористичке јединице, САЈ, у оквиру Министарства унутрашњих послова Републике Србије. Године 2012, постао је репрезентативац Републике Србије у ултрамаратону и од тада представља своју земљу на тркама издржљивости и такмичењима.
У својој првој трци „Sahara race” у дужини од 250 километара 2012, Јовица је био једини представник Балкана и од 250 учесника из целог света освојио је 17. место у укупном пласману, а 5. место у својој конкуренцији. У 2014. години учествовао је у ултрамаратону IAU у Србији, „Tor des Geants” у Алпима, „Milano — San Remo” у Италији, „Badwater” и „Icarus Florida Ultra Fest” у Сједињеним Америчким Државама где је освојио друго место у укупној конкуренцији, а прво у својој старосној категорији, истрчавши национални рекорд од 682,3 км.
Марта 2021. године је победио у трци „Iditarod350“ која се одржала на Аљасци. Јовица је стазу од 565км прешао за 7 дана, 4 сата и 29 минута. 